# Bistum Maradi
Das römisch-katholische Bistum Maradi (lat.: Dioecesis Maradensis) umfasst die Regionen Agadez, Diffa, Maradi, Tahoua und Zinder der Republik Niger.
Das Bistum wurde am 13. März 2001 von Papst Johannes Paul II. gegründet und aus dem Bistum Niamey herausgetrennt. Seit dem 25. Juni 2007 gehört das Bistum zur Kirchenprovinz Niamey, vorher war es immediat.

## Bischöfe
- Ambroise Ouédraogo, 2001–2025
- Ignatius Anipu MAfr, seit 2025

## Bischofskirche
Bischofskirche ist die Kathedrale Unserer Lieben Frau von Lourdes in Maradi.